# Bronagh Gallagher

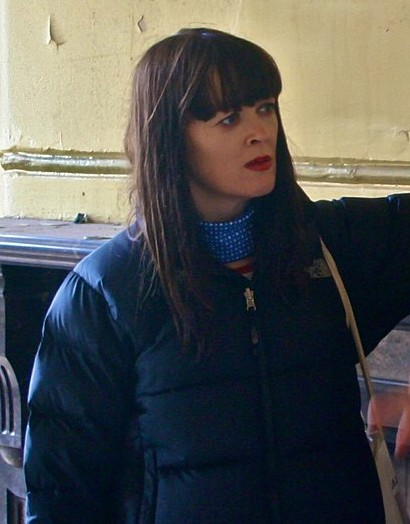
Bronagh Gallagher (2010)

Bronagh Gallagher (* 26. April 1972 in Derry) ist eine irische Schauspielerin.

## Leben und Karriere
Bronagh Gallagher wurde einem breiteren Publikum erstmals 1991 durch ihre Rolle im Kultfilm Die Commitments bekannt. Es folgten Rollen in Pulp Fiction (1994), Star Wars: Episode I – Die dunkle Bedrohung (1999) und Sherlock Holmes (2009). Außerdem ist sie als Theaterschauspielerin und Musikerin tätig.
Ein Porträt von Gallagher – gemalt von Colin Davidson – ist seit 2017 im renovierten Lyric Theatre in Belfast ausgestellt.
Ebenfalls 2017 nahm Gallagher mit dem Kurzfilm Your Ma’s a Hard Brexit an der Brexit-Kampagne des Guardians teil und forderte die Bevölkerung Nordirlands auf, auch die irische Staatsbürgerschaft anzunehmen, um die negativen Folgen des Brexits abzuschwächen.
2020 wurde Gallagher auf Platz 33 der wichtigsten irischen Filmschauspieler gewählt.

## Filmografie (Auswahl)
- 1991: Die Commitments (The Commitments)
- 1992–2007: The Bill (Fernsehserie, 3 Episoden)
- 1994: Pulp Fiction
- 1996: Mary Reilly
- 2000: Wild About Harry
- 2002: Thunderpants
- 2005: Ein Haus in Irland (Tara Road)
- 2005: Der blaue Express (Agatha Christie’s Poirot, Fernsehserie, Folge The Mystery of the Blue Train)
- 2006: Tristan & Isolde
- 2008: Richard Hasenfuß – Held in Chucks (Faintheart)
- 2008: Liebe auf den zweiten Blick (Last Chance Harvey)
- 2010: Accused – Eine Frage der Schuld (Accused, Fernsehserie, Episode 1x03)
- 2010: Immer Drama um Tamara (Tamara Drewe)
- 2011: Albert Nobbs
- 2012: Grabbers
- 2012: New Tricks – Die Krimispezialisten (New Tricks, Fernsehserie, Episode 9x07)
- 2013: Charlotte Link – Das andere Kind
- 2015: You, Me and the Apocalypse (Fernsehserie)
- 2017: Rückkehr nach Montauk (Return to Montauk)
- 2018: Deine Juliet (The Guernsey Literary and Potato Peel Pie Society)
- 2019: David Copperfield – Einmal Reichtum und zurück (The Personal History of David Copperfield)
- 2019–2020: Brassic (Fernsehserie, 5 Episoden)
- 2020: Belgravia – Zeit des Schicksals (Belgravia, Miniserie, 5 Episoden)
- 2022: Derry Girls (Fernsehserie, Episode 3x07)
- 2024: The End